# 共和法西斯党
共和法西斯党（義大利語：Partito Fascista Repubblicano，简称：PFR），一译法西斯共和党，是1943年至1945年期间存在的一个意大利法西斯主义政党。
1943年9月12日，纳粹德国发动橡树行动，救出了被意大利政府囚禁的前国家法西斯党领袖贝尼托·墨索里尼。9月18日，墨索里尼在纳粹德国的支持下，在意大利北部建立意大利社会共和国，并纠集国家法西斯党的支持者重新组建了这个名叫“共和法西斯党”的政党。
共和法西斯党是意大利社会共和国的唯一合法政党，以墨索里尼为领袖，亚历山德罗·帕沃利尼为书记。该政党反对君主制，并指责向盟军投降的意大利国王维托里奥·埃马努埃莱三世是“无耻的叛徒”。
1945年4月墨索里尼被意大利共产党游击队抓获杀害之后，共和法西斯党旋即解散。战后，此政党与国家法西斯党一起被意大利政府禁止重建。其不少党员成立了极右政党意大利社会运动。